# Croix de cimetière de Glénac
La Croix de cimetière de Glénac est située  au cimetière de  Glénac dans le Morbihan.

## Historique
La croix de cimetière de Glénac fait l’objet d’une inscription au titre des monuments historiques depuis le 23 mai 1927.

## Architecture
C'est une croix dont le fût et la croix (qui est entourée d'un demi-cercle polylobé) sont taillés dans un seul bloc.
Sur une face de la croix est représentée la crucifixion. 
L'autre face représente le Christ tenant deux croix.